# Saint-Remy-en-l'Eau
Pour les articles homonymes, voir Saint-Remy.
Saint-Remy-en-l'Eau est une commune française située dans le département de l'Oise en région Hauts-de-France.

## Géographie

### Localisation

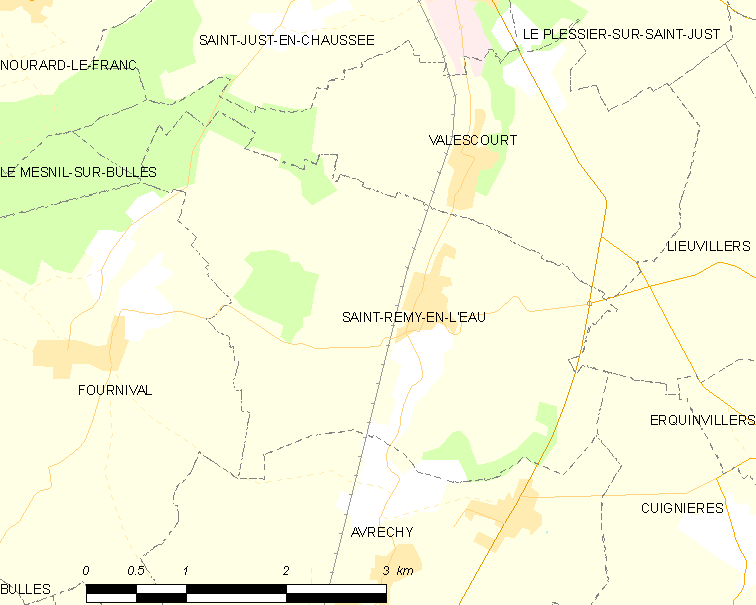
Communes limitrophes de la commune de Saint-Remy-en-l'Eau.

Saint-Remy-en-l'Eau est une commune située à 68 km au nord de Paris, 26 km à l'est de Beauvais, 29 km à l'ouest de Compiègne et à 48 km au sud d'Amiens.
|           | Valescourt          |             |
|           | Saint-Remy-en-l'Eau | Lieuvillers |
| Fournival | Avrechy             | Cuignières  |

### Topographie et géologie
La commune de Saint-Remy-en-l'Eau s'est établie dans la vallée de l'Arré, cours d'eau entaillant le plateau picard dans un axe nord-sud. Le point culminant du territoire se situe à 171 mètres d'altitude au niveau de la limite communale dans le bois de Valescourt, tandis que le point le plus bas se trouve au débouché de l'Arré sur le terroir d'Avrechy à 75 mètres au-dessus du niveau de la mer. Plusieurs vallons sont dirigés vers la vallée centrale de l'Arré, notamment le Fossé Saint-Germain et le Fond du Quesnel à l'ouest ainsi que la petite vallée des Serrans au sud-est. Le village s'étend entre 82 et 92 mètres, la ferme de la Malborgne à 159 mètres. La commune se trouve zone de sismicité 1, c'est-à-dire très faiblement exposée aux risques de tremblement de terre.

### Hydrographie

#### Réseau hydrographique
La commune est située dans le bassin Seine-Normandie. Elle est drainée par l'Arré,.
L'Arré, d'une longueur de 16 km, prend sa source dans la commune de Saint-Just-en-Chaussée et se jette  dans la Brêche à Agnetz, après avoir traversé huit communes. Ce cours d'eau se divise en deux bras au niveau du village, avant de n'en former qu'un au niveau du château. Il est également alimenté par le ruissellement provenant des vallons latéraux. Le fond de cette vallée constituant la zone la plus basse du territoire est situé au-dessus de nappes phréatiques sous-affleurantes. Un lavoir établi sur l'Arré subsiste toujours près du village.

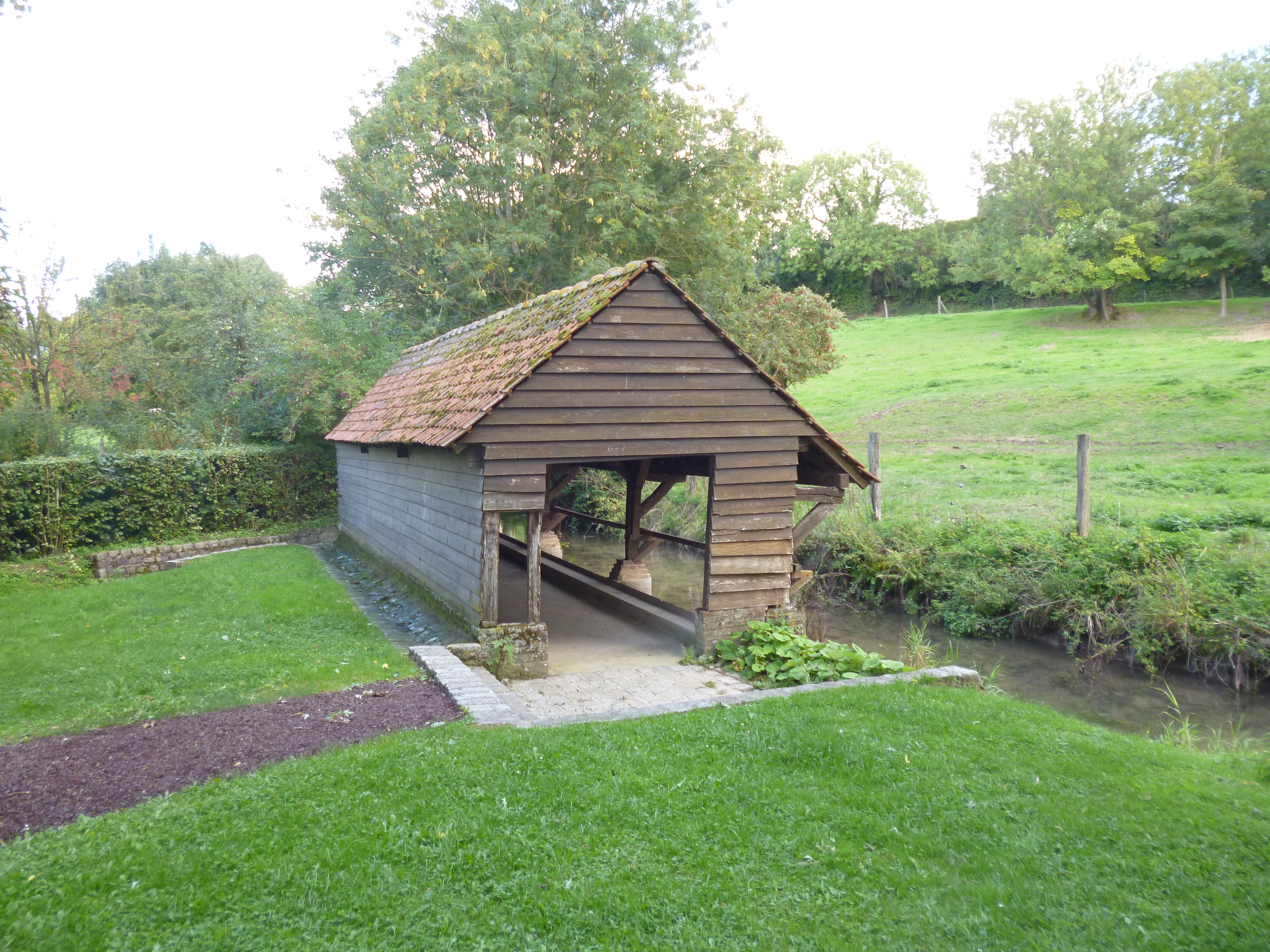
Lavoir sur l'Arré.
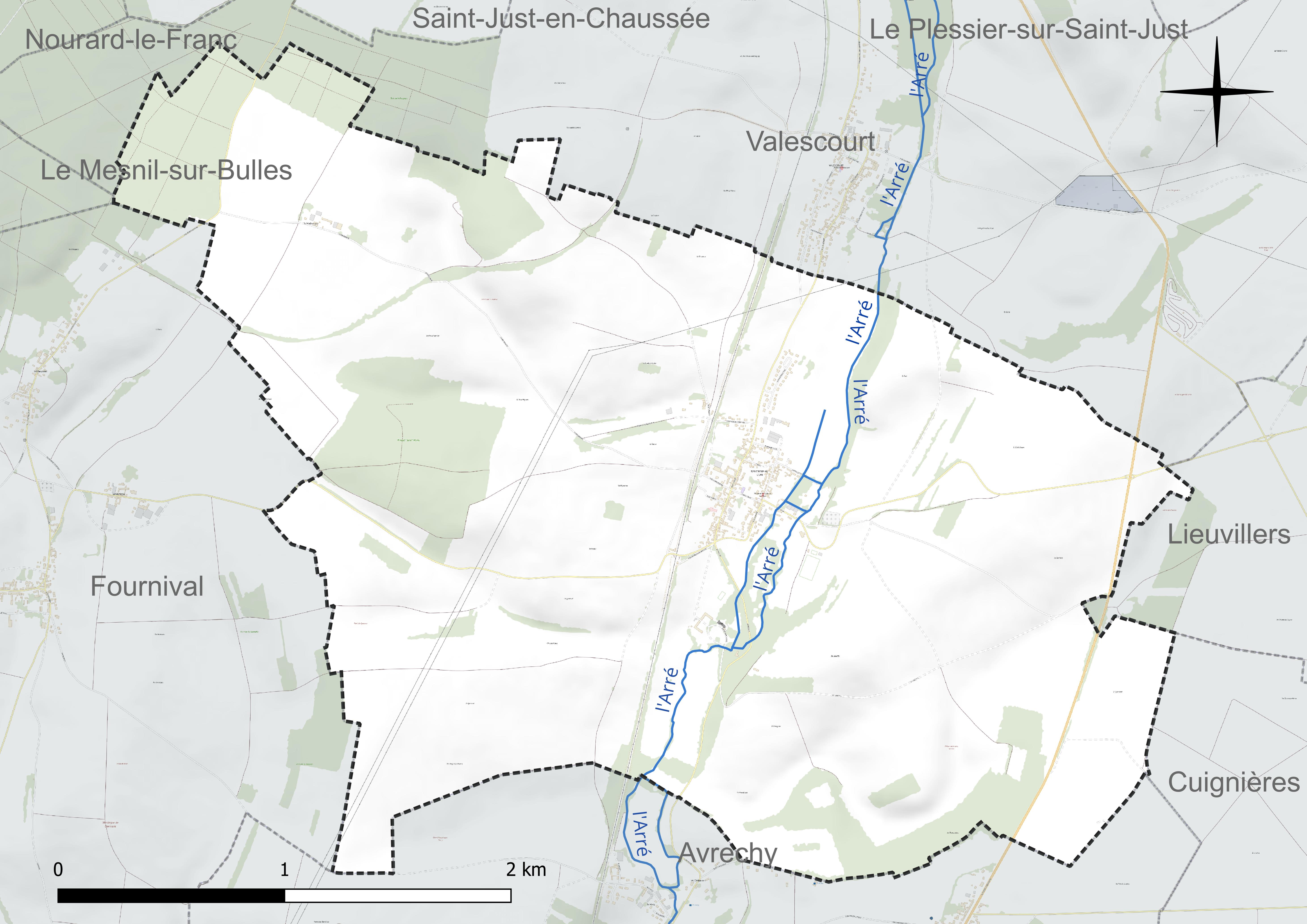
Réseau hydrographique de Saint-Remy-en-l'Eau.

#### Gestion et qualité des eaux
Le territoire communal est couvert par le schéma d'aménagement et de gestion des eaux (SAGE) « Sensée ». Ce document de planification concerne un territoire de 492 km2 de superficie, délimité par le bassin versant de la Brêche. Le périmètre a été arrêté le 9 février 2017 et le SAGE proprement dit a été approuvé le 25 novembre 2021. La structure porteuse de l'élaboration et de la mise en œuvre est le syndicat mixte du Bassin Versant de la Brèche (SMBVB). 
La qualité des cours d'eau peut être consultée sur un site dédié géré par les agences de l'eau et l'Agence française pour la biodiversité. 

### Climat
Pour des articles plus généraux, voir Climat des Hauts-de-France et Climat de l'Oise.
En 2010, le climat de la commune est de type climat océanique dégradé des plaines du Centre et du Nord, selon une étude du CNRS s'appuyant sur une série de données couvrant la période 1971-2000. En 2020, Météo-France publie une typologie des climats de la France métropolitaine dans laquelle la commune est exposée à un climat océanique et est dans la région climatique  Nord-est du bassin Parisien, caractérisée par un ensoleillement médiocre, une pluviométrie moyenne régulièrement répartie au cours de l'année et un hiver froid (3 °C). 
Pour la période 1971-2000, la température annuelle moyenne est de 10,6 °C, avec une amplitude thermique annuelle de 14,5 °C. Le cumul annuel moyen de précipitations est de 675 mm, avec 11,4 jours de précipitations en janvier et 8,1 jours en juillet. Pour la période 1991-2020, la température moyenne annuelle observée sur la station météorologique la plus proche, située sur la commune de Godenvillers à 16 km à vol d'oiseau, est de 11,1 °C et le cumul annuel moyen de précipitations est de 701,9 mm,. Pour l'avenir, les paramètres climatiques de la commune estimés pour 2050 selon différents scénarios d'émission de gaz à effet de serre sont consultables sur un site dédié publié par Météo-France en novembre 2022.

### Milieux naturels
Hormis les espaces bâtis couvrant 30 hectares pour 3 % de la surface communale, le territoire comprend 73 % d'espaces cultivés sur 736 hectares  ainsi que 69 hectares de vergers et de prairies. Les espaces boisés représentés à l'ouest par les bois de Mont, de Valescourt, des Avennes et de Saint-Remy, et à l'est sur les coteaux couvrent 17 % du terroir sur 175 hectares,. Le bois de Mont constitue une zone naturelle d'intérêt écologique, faunistique et floristique de type 1, ainsi qu'un corridor écologique potentiel.

## Urbanisme

### Typologie
Au 1er janvier 2024, Saint-Remy-en-l'Eau est catégorisée commune rurale à habitat dispersé, selon la nouvelle grille communale de densité à sept niveaux définie par l'Insee en 2022.
Elle est située hors unité urbaine. Par ailleurs la commune fait partie de l'aire d'attraction de Paris, dont elle est une commune de la couronne,. 

### Occupation des sols
L'occupation des sols de la commune, telle qu'elle ressort de la base de données européenne d'occupation biophysique des sols Corine Land Cover (CLC), est marquée par l'importance des territoires agricoles (84,4 % en 2018), une proportion identique à celle de 1990 (84,4 %). La répartition détaillée en 2018 est la suivante : 
terres arables (78,7 %), forêts (12,8 %), prairies (5 %), zones urbanisées (2,8 %), zones agricoles hétérogènes (0,8 %). L'évolution de l'occupation des sols de la commune et de ses infrastructures peut être observée sur les différentes représentations cartographiques du territoire : la carte de Cassini (XVIIIe siècle), la carte d'état-major (1820-1866) et les cartes ou photos aériennes de l'IGN pour la période actuelle (1950 à aujourd'hui).

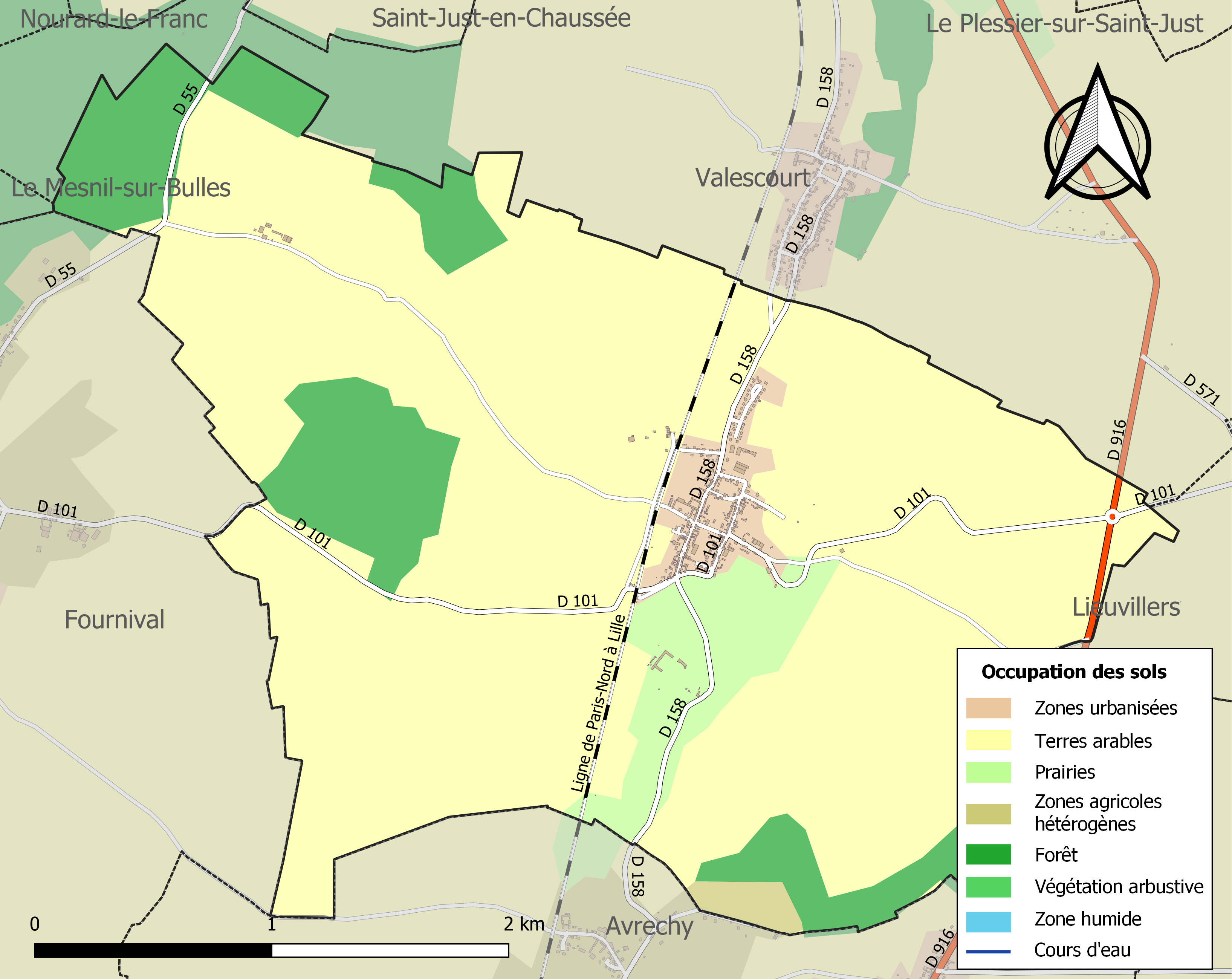
Carte des infrastructures et de l'occupation des sols de la commune en 2018 (CLC).

### Hameaux et lieux-dits
L'essentiel de l'espace bâti se concentre au chef-lieu. La commune possède deux écarts habités : le château au sud et la ferme de la Malborgne à l'ouest.

### Voies de communications et transports

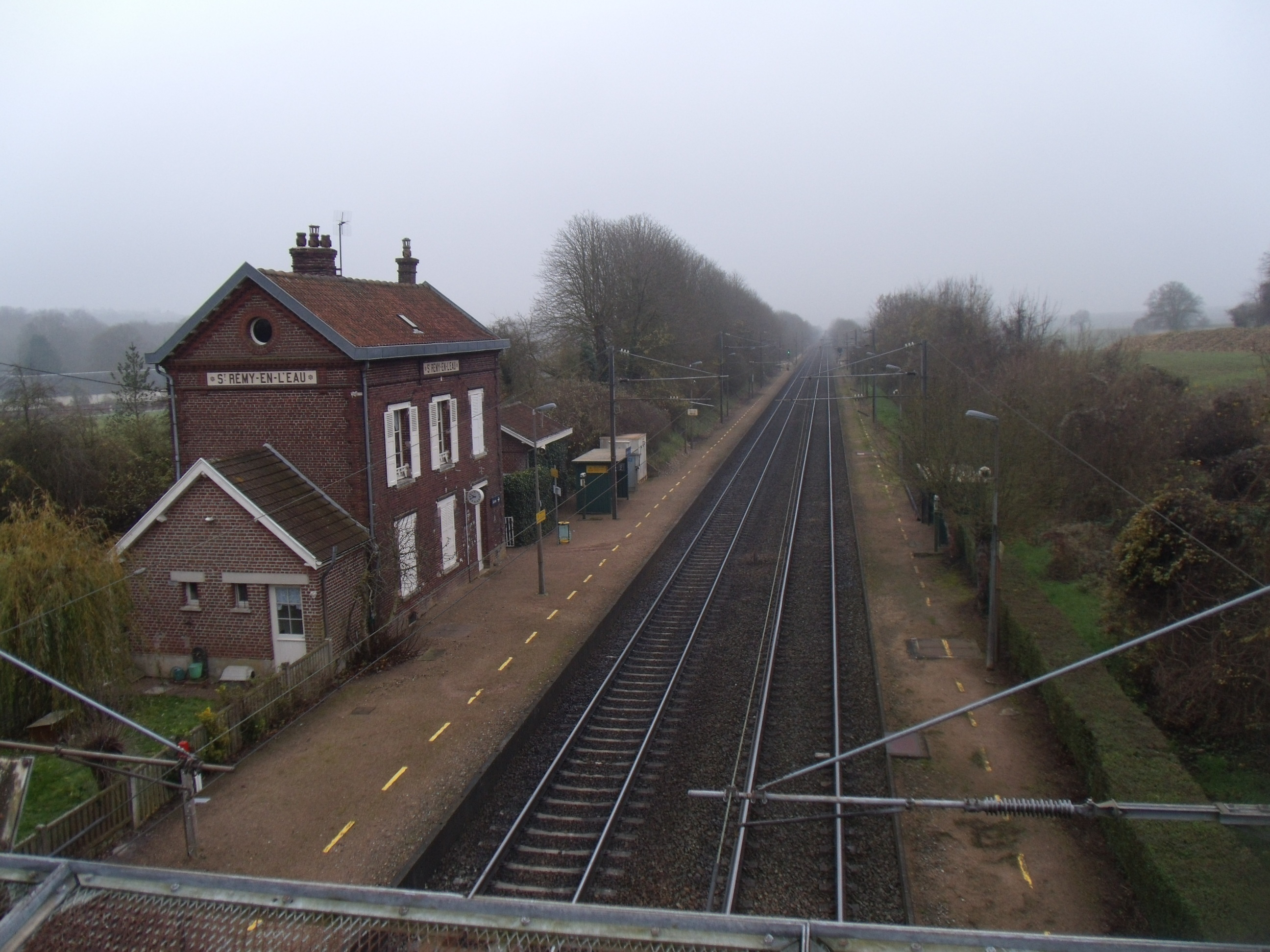
La gare de Saint-Rémy-en-l'Eau sur la ligne de Paris-Nord à Lille.

La commune est traversée par trois routes départementales : la D 916, la D 101 et la D 158. La route départementale 916, ancienne route nationale française 16 reliant Paris à Dunkerque est le principal axe de circulation vers Creil par Clermont au sud, ou bien en direction d'Amiens par Saint-Just-en-Chaussée au nord. Son tracé traverse la partie orientale du territoire. La route départementale 101, reliant Bulles à Estrées-Saint-Denis traverse le village d'ouest en est par les rues de Fournival, de la mairie et de l'Arré. Enfin, la route départementale 158 de Saint-Just-en-Chaussée à Airion constitue le second axe nord-sud plus proche de l'Arré en traversant le chef-lieu par la rue de l'église. Plusieurs voies communales se dispersent sur le territoire, notamment vers le hameau de la Malborgne, ou bien vers la D916.
La gare de Saint-Rémy-en-l'Eau, sur la ligne de Paris-Nord à Lille, demeure peu desservie et les usagers se dirigent souvent vers la gare de Saint-Just-en-Chaussée, à 4 km au nord.
La commune est desservie, en 2023, par les lignes 6304 et 6342 du réseau interurbain de l'Oise. La commune fait partie du réseau TADAM, service de transport collectif à la demande, mis en place à titre expérimental par la communauté de communes du Plateau Picard. Elle est reliée à l'un des 8 points de destination situés à Saint-Just-en-Chaussée, Maignelay-Montigny, La Neuville-Roy et Tricot au départ des 98 points d'origine du territoire. Une navette de regroupement pédagogique intercommunale (ligne 6837) mise en place avec les communes de Fournival et Valescourt s'arrête dans le village.
L'aéroport de Beauvais-Tillé se trouve à 23 km à l'ouest et l'aéroport de Paris-Charles-de-Gaulle se situe à 52 km au sud-est. Il n'existe pas de liaisons par transports en commun entre la commune et ces aéroports.

## Toponymie
Le nom de la localité est attesté sous les formes « Sanctus Remigius de âquâ vel ad aquam vel super aquam » (1170-1180) ; de Sancto Remigio (1224) ; Sanctus Remigius de aquâ (1235) ; Sanctus Remigius super aquam (1235) ; Sanctus Remigius juxta Noueroy (1257) ; Saint Remy delez Noueroy (1257) ; « le grange de Saint Remin delez Noueroy » (1257) ; Sanctus Remigius ad aquam (XIIIe) ; Saint Remi a leaue (1260) ; Saint Remi a leau (1303) ; ecclesia sancti Remigii ad aquam (vers 1320) ; Saint Remy a leau (1373) ; Saint Remy a l'yaue (1373) ; Saint Rhemy (1545) ; Saint Remi en l'aire (1545) ; Saint Remy en l'Eaue (1561) ; Saint Remy en l'eau (1610) ; Remi en l'eau ou sur Aire (1631) ; Saint Remy a l'Eau (1667) ; Saint Remi à l'eau (XVIIe) ; Saint-Remy-en-l'Eau (1840).

Saint-Remy est un hagiotoponyme fait référence à Remi de Reims.
Le déterminant complémentaire locatif -l'Eau correspond à la rivière l'Arré autrefois appelée l'Aire.

## Héraldique
| Blason de Saint-Remy-en-l'Eau | Blason  | Parti d'azur et de gueules, au tronc écoté et arraché de frêne d'or sommé de deux feuilles du même mises en chevron renversé, accompagné en chef d'un cœur d'argent chargé d'une fasce d'azur surchargée de trois fleurs de lis d'or et sommé d'une couronne fermée au naturel, à dextre d'un heaume de tournoi d'argent, orné d'or, taré de profil et contourné et à senestre d'une rose d'argent boutonnée et pointée d'or, le tout brochant. |
| Blason de Saint-Remy-en-l'Eau | Détails | Le statut officiel du blason reste à déterminer. |

## Politique et administration
| Période                                  | Période                    | Identité            | Étiquette | Qualité                        |
| ---------------------------------------- | -------------------------- | ------------------- | --------- | ------------------------------ |
| Les données manquantes sont à compléter. |                            |                     |           |                                |
| juin 1995                                | 2014                       | Boris Gogny-Goubert | DIV       |                                |
| avril 2014                               | En cours (au 9 avril 2014) | Pascal Théophile    | SE        | Cadre dans le secteur bancaire |

## Population et société

### Démographie

#### Évolution démographique
L'évolution du nombre d'habitants est connue à travers les recensements de la population effectués dans la commune depuis 1793. Pour les communes de moins de 10 000 habitants, une enquête de recensement portant sur toute la population est réalisée tous les cinq ans, les populations de référence des années intermédiaires étant quant à elles estimées par interpolation ou extrapolation. Pour la commune, le premier recensement exhaustif entrant dans le cadre du nouveau dispositif a été réalisé en 2008.

En 2022, la commune comptait 435 habitants, en évolution de +7,94 % par rapport à 2016 (Oise : +0,87 %, France hors Mayotte : +2,11 %).
| 1793 | 1800 | 1806 | 1821 | 1831 | 1836 | 1841 | 1846 | 1851 |
| ---- | ---- | ---- | ---- | ---- | ---- | ---- | ---- | ---- |
| 404  | 440  | 436  | 438  | 614  | 392  | 385  | 403  | 394  |

| 1856 | 1861 | 1866 | 1872 | 1876 | 1881 | 1886 | 1891 | 1896 |
| ---- | ---- | ---- | ---- | ---- | ---- | ---- | ---- | ---- |
| 386  | 363  | 332  | 314  | 323  | 305  | 338  | 325  | 312  |

| 1901 | 1906 | 1911 | 1921 | 1926 | 1931 | 1936 | 1946 | 1954 |
| ---- | ---- | ---- | ---- | ---- | ---- | ---- | ---- | ---- |
| 321  | 305  | 304  | 321  | 318  | 308  | 286  | 333  | 359  |

| 1962 | 1968 | 1975 | 1982 | 1990 | 1999 | 2006 | 2008 | 2013 |
| ---- | ---- | ---- | ---- | ---- | ---- | ---- | ---- | ---- |
| 319  | 316  | 291  | 380  | 393  | 370  | 403  | 412  | 396  |

| 2018 | 2022 | - | - | - | - | - | - | - |
| ---- | ---- | - | - | - | - | - | - | - |
| 428  | 435  | - | - | - | - | - | - | - |

#### Pyramide des âges
La population de la commune est relativement jeune.
En 2018, le taux de personnes d'un âge inférieur à 30 ans s'élève à 34,8 %, soit en dessous de la moyenne départementale (37,3 %). À l'inverse, le taux de personnes d'âge supérieur à 60 ans est de 25,0 % la même année, alors qu'il est de 22,8 % au niveau départemental.
En 2018, la commune comptait 215 hommes pour 213 femmes, soit un taux de 50,23 % d'hommes, légèrement supérieur au taux départemental (48,89 %).
Les pyramides des âges de la commune et du département s'établissent comme suit.
| Hommes | Classe d’âge | Femmes |
| ------ | ------------ | ------ |
| 0,9    | 90 ou +      | 0,9    |
| 4,2    | 75-89 ans    | 7,0    |
| 19,5   | 60-74 ans    | 17,4   |
| 18,6   | 45-59 ans    | 20,7   |
| 21,4   | 30-44 ans    | 19,7   |
| 14,0   | 15-29 ans    | 16,4   |
| 21,4   | 0-14 ans     | 17,8   |

| Hommes | Classe d’âge | Femmes |
| ------ | ------------ | ------ |
| 0,5    | 90 ou +      | 1,4    |
| 5,5    | 75-89 ans    | 7,6    |
| 15,6   | 60-74 ans    | 16,3   |
| 20,8   | 45-59 ans    | 20     |
| 19,4   | 30-44 ans    | 19,4   |
| 17,6   | 15-29 ans    | 16,2   |
| 20,6   | 0-14 ans     | 19,1   |

## Lieux et monuments
- Château (XVIIIe siècle) : château bâti en brique et pierre avec chapelle adjacente, construit par Charles Claude Flahaut de La Billarderie (1730-1809) , surintendant des beaux-arts. L'escalier intérieur, de 1730, est en pierre avec une rampe en fer forgé. On y trouve deux tapisseries des « Parties du Monde », des Cuirs de Cordoue en tenture. Les communs sont des XIVe et XVe siècles. Le parc à l'anglaise du XVIIIe siècle abrite de nombreuses espèces rares dont des ifs de plus de 400 ans. Un tulipier de Virginie fut offert par Benjamin Franklin au comte d'Angiviller, au temps de la guerre d'indépendance américaine. Il est inscrit au titre des monuments historiques depuis 1987[32].
- Église Saint-Rémy (XIXe siècle).
- Château dit « de Jeanne d'Arc » (XVe siècle) : il possède trois tours de brique, et est transformé en ferme. Il possède une belle charpente.
- Chapelle, à l'est du village

### Galerie

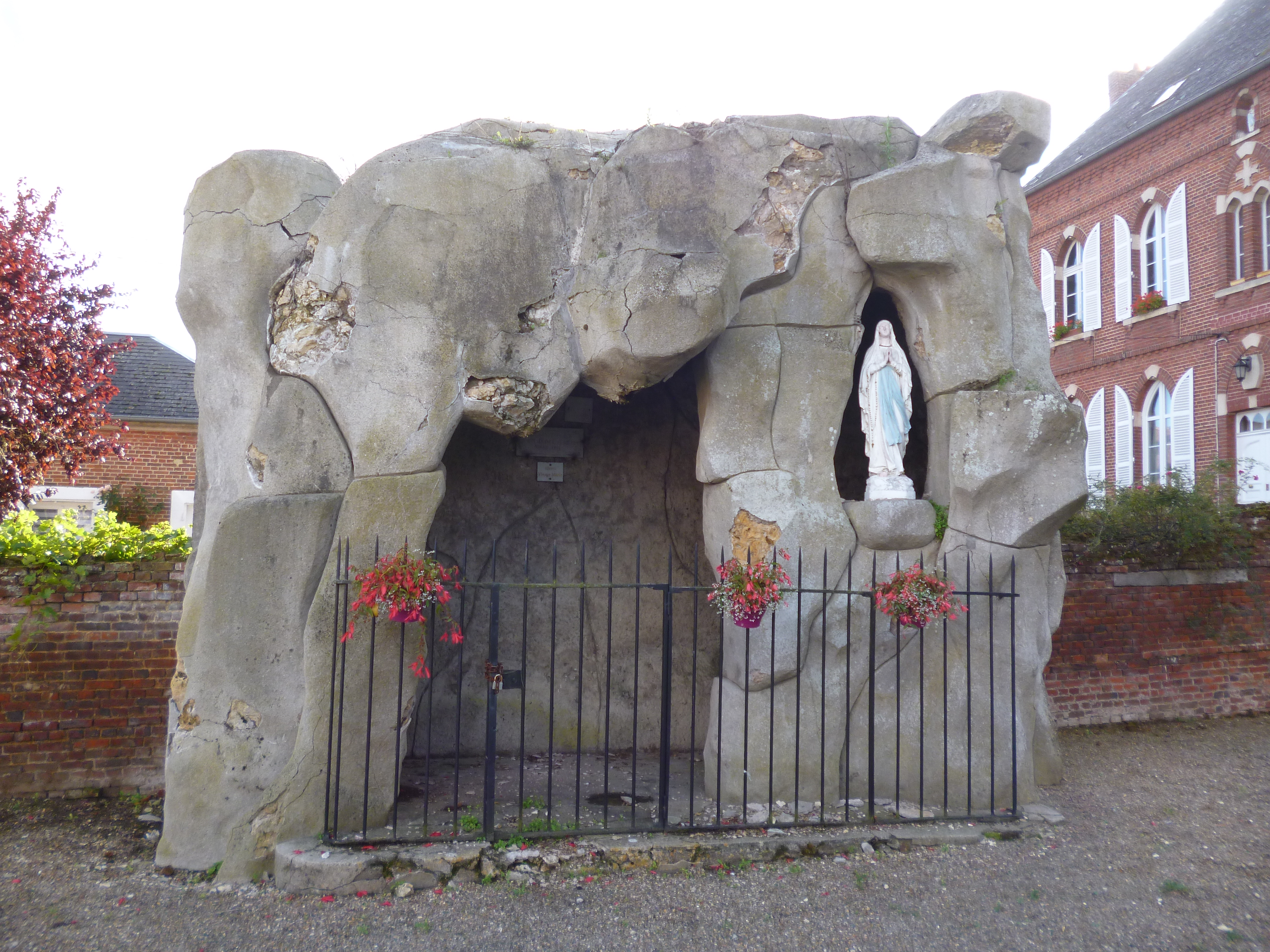
Monument dédié à la Vierge Marie.
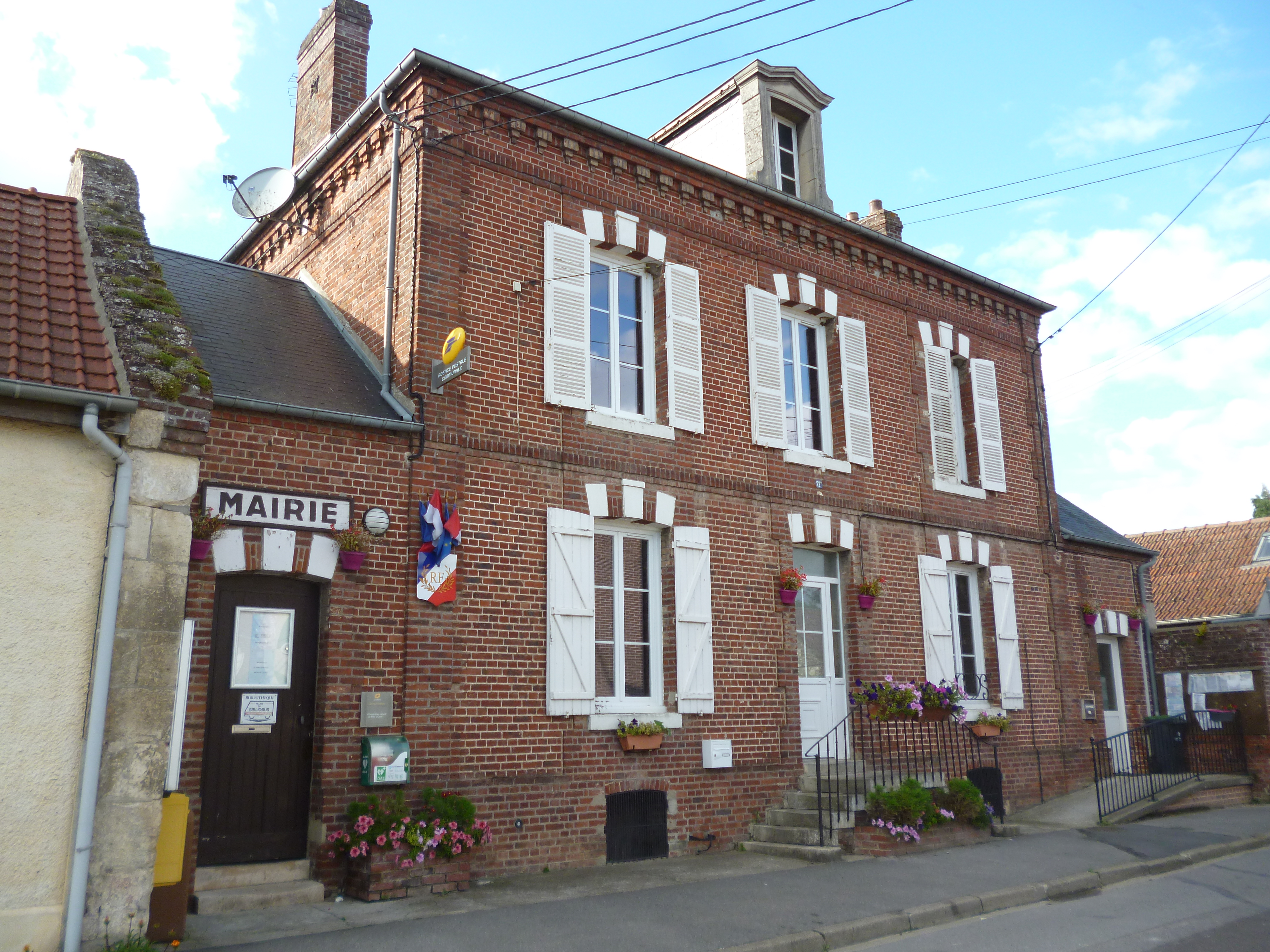
Mairie et agence postale.
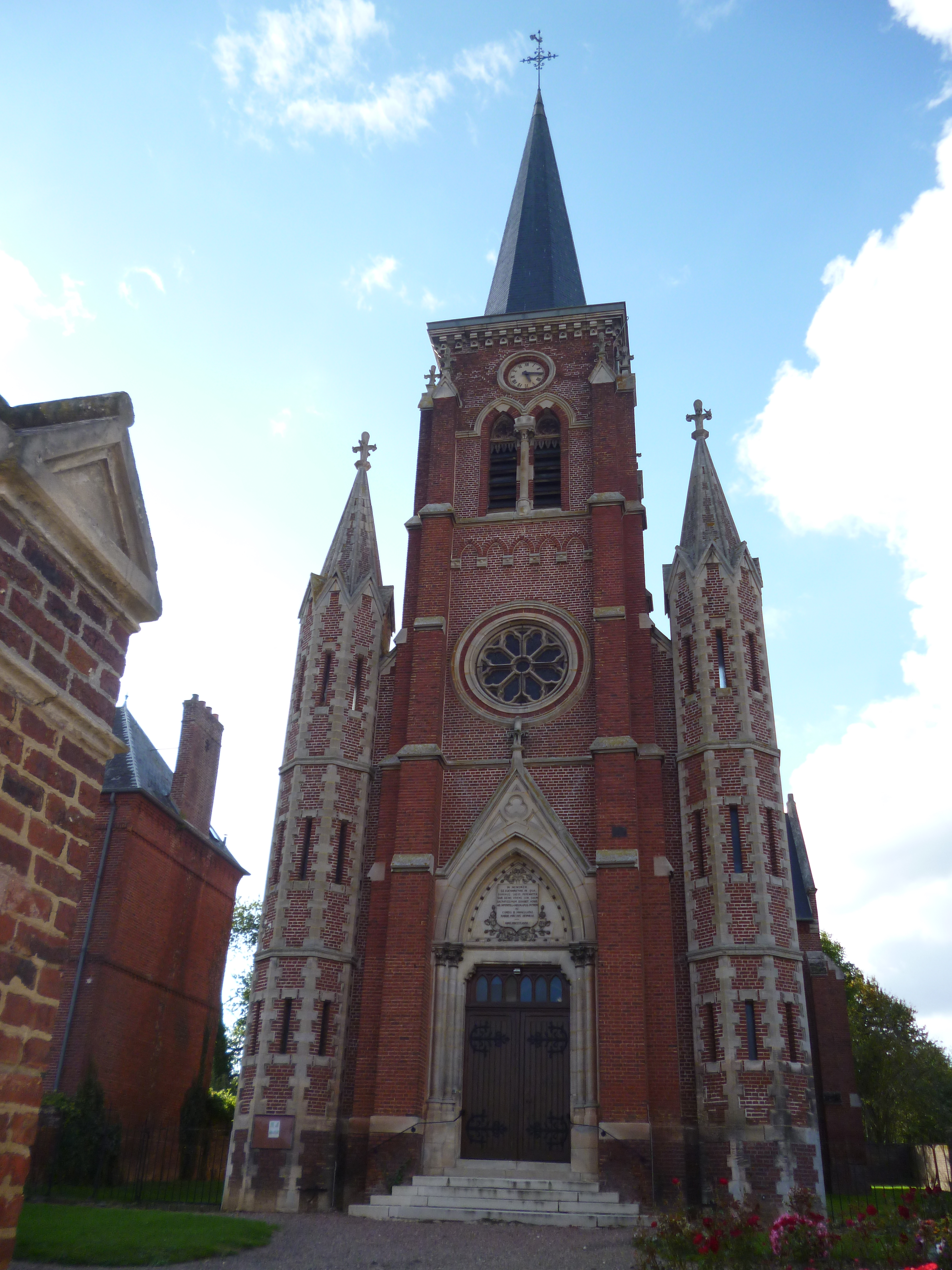
Église Saint-Rémy.
- Cloche de l'église sonnant 16 h 30
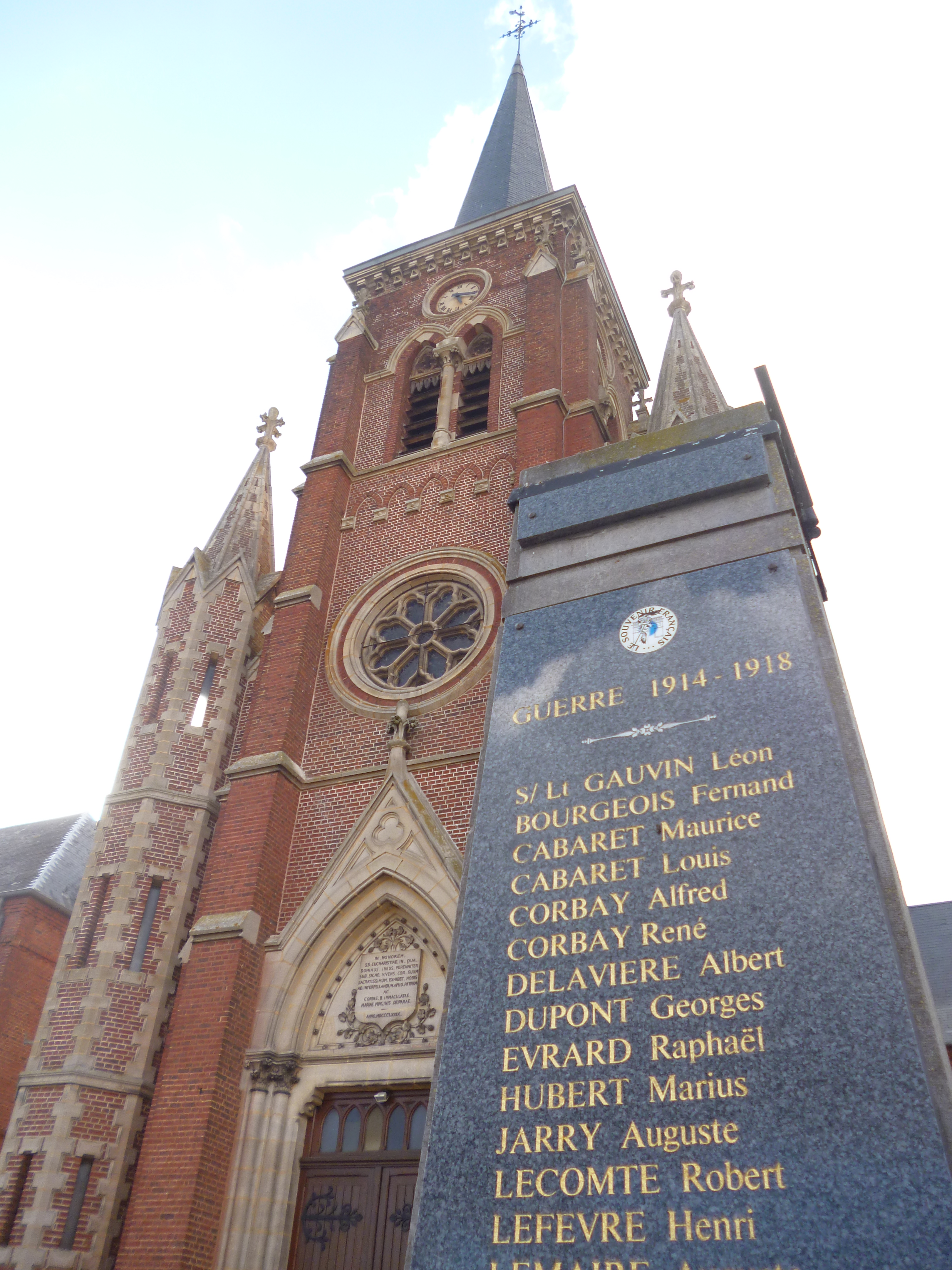
Monument aux morts et église Saint-Rémy.
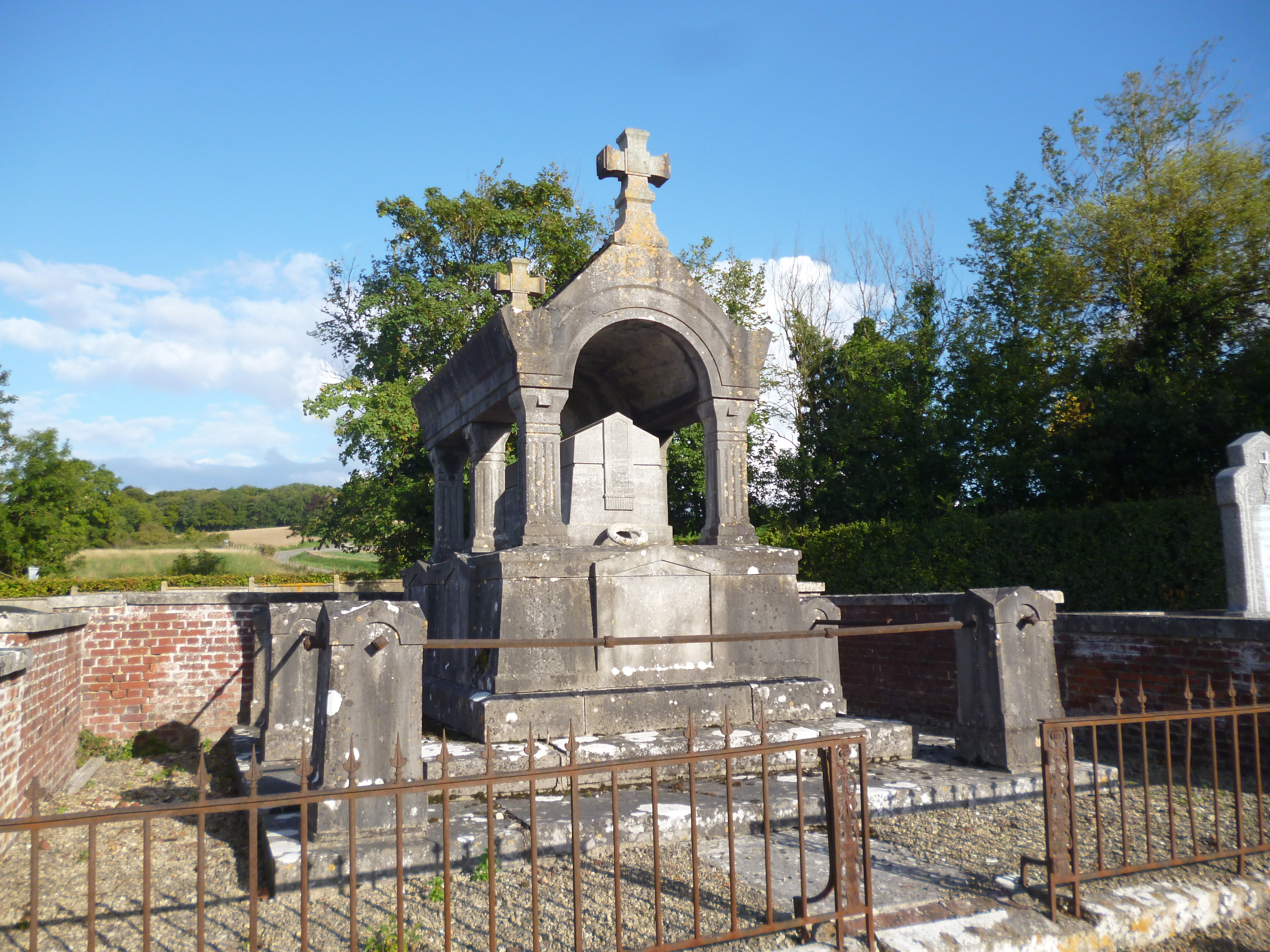
Cimetière.
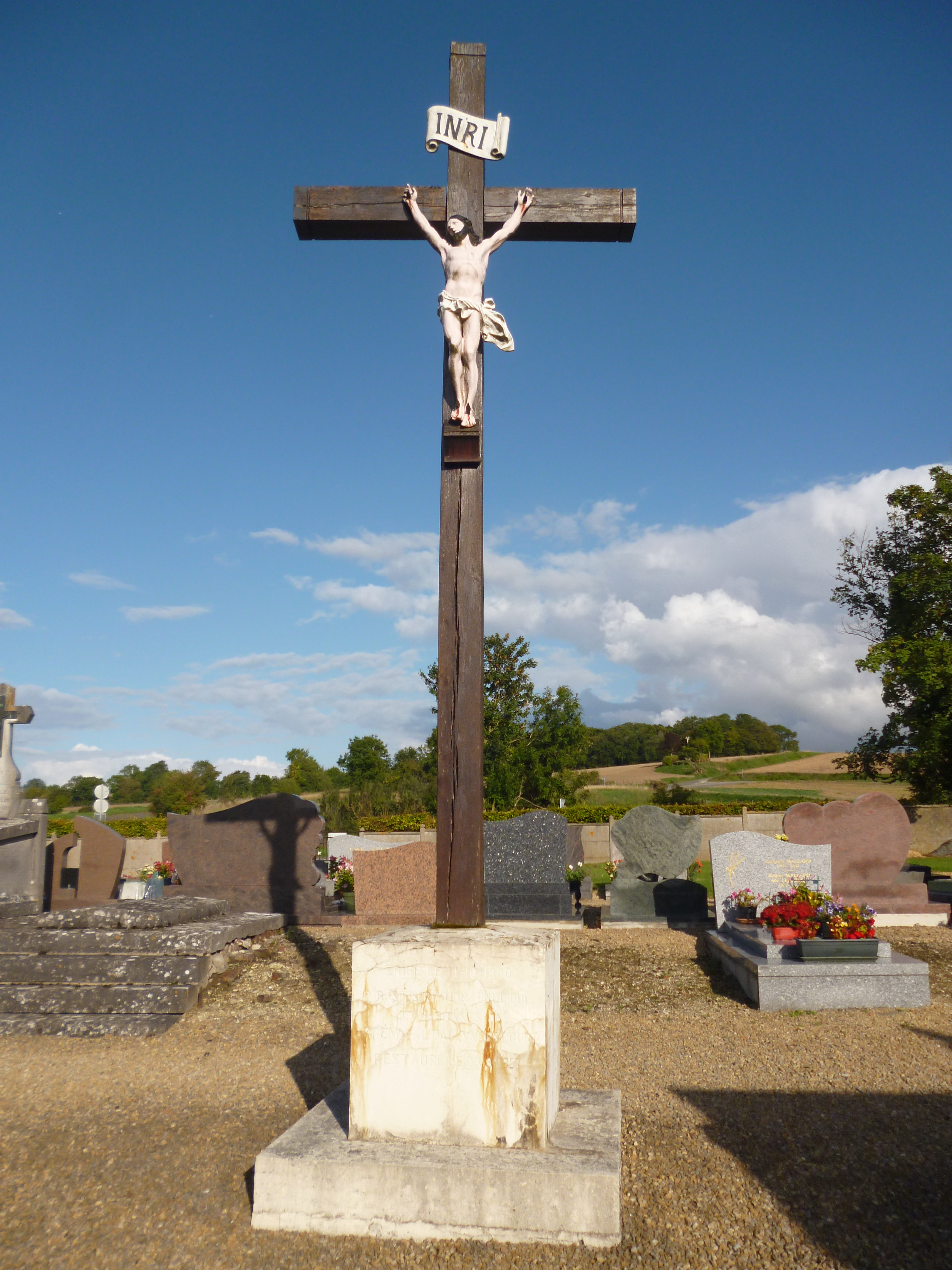
Calvaire situé dans le cimetière.
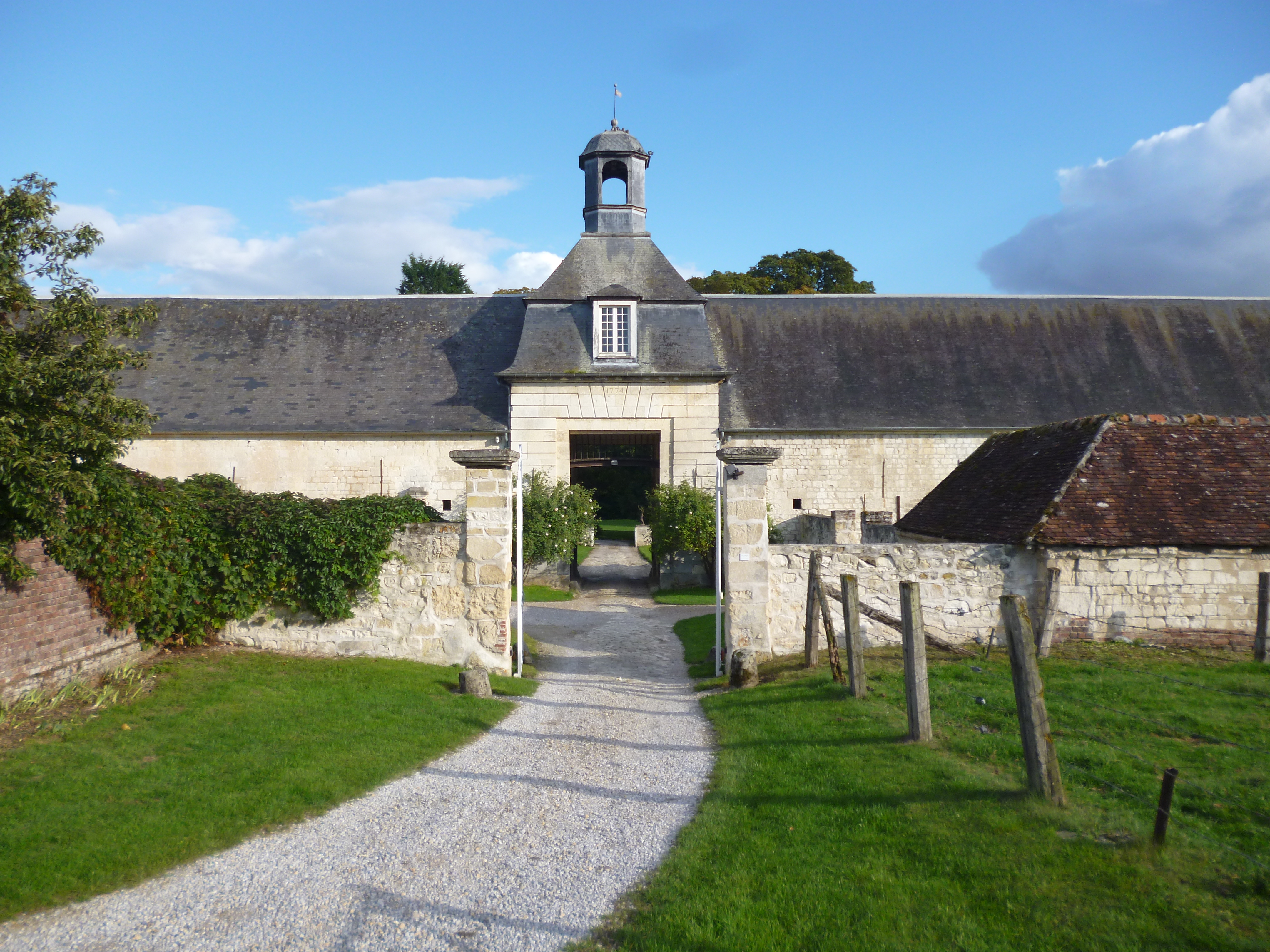
Château de Saint-Remy-en-l'Eau, monument historique.
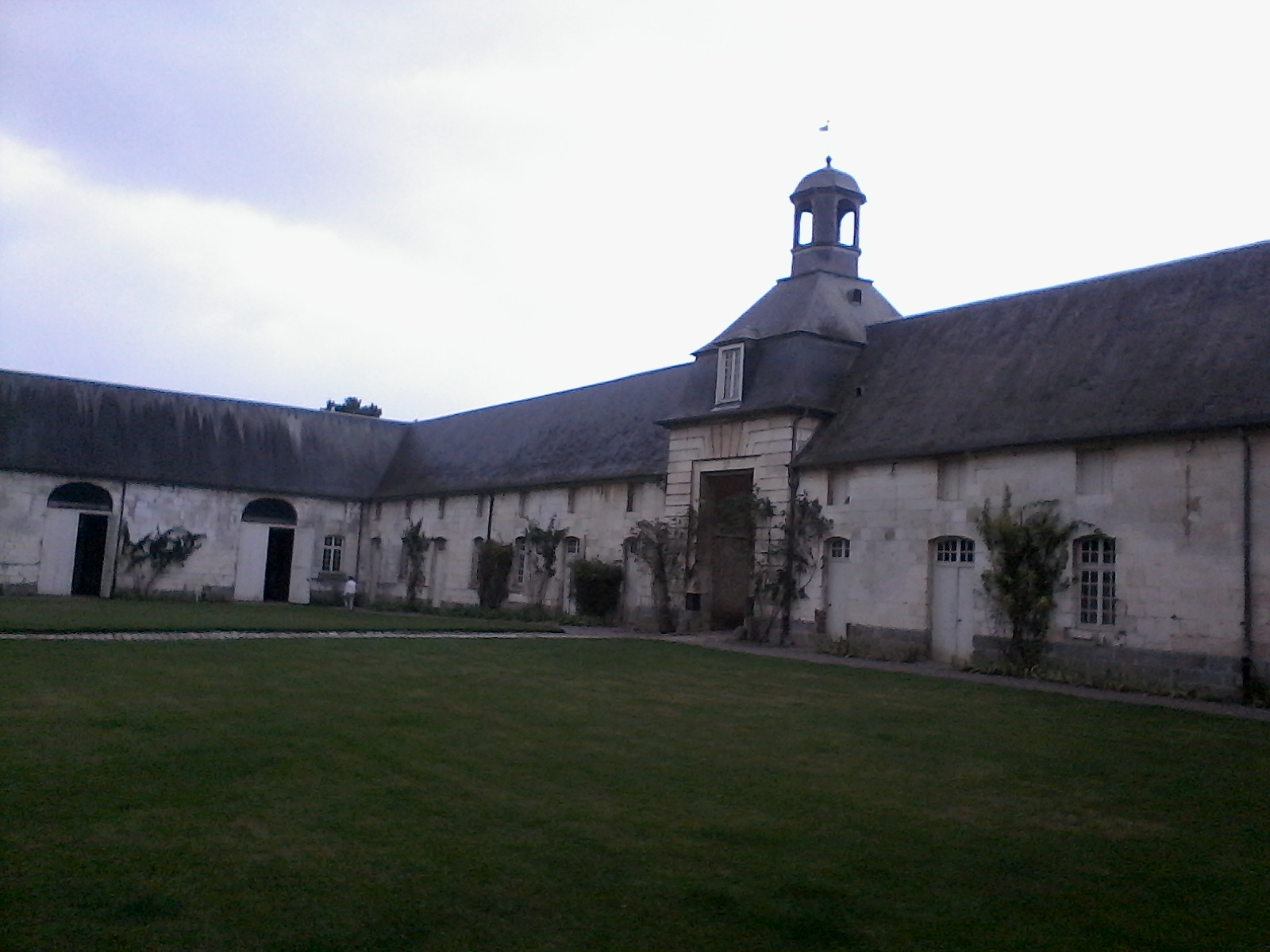
Photos du château de Saint-Remy-en-l'Eau.
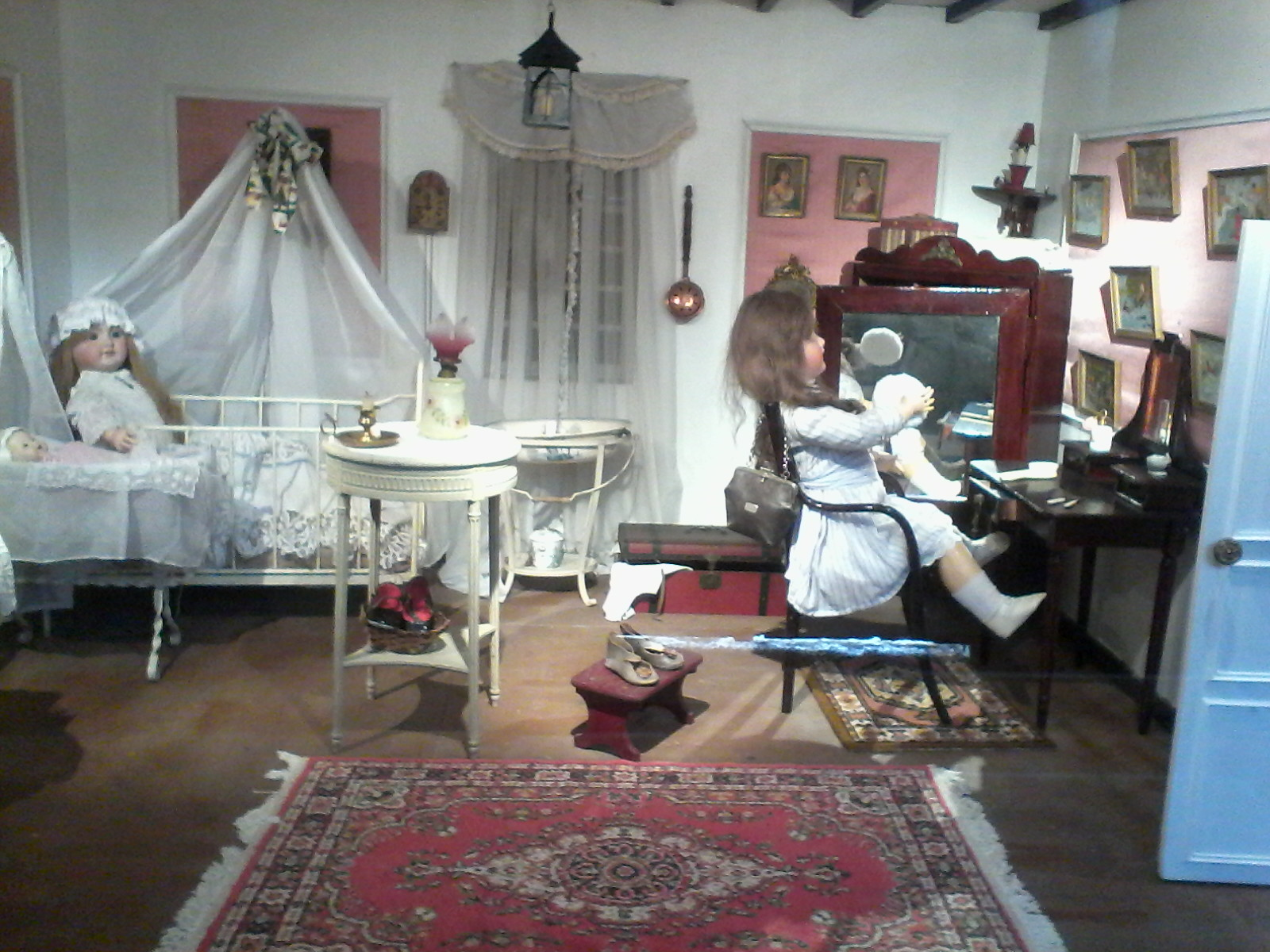
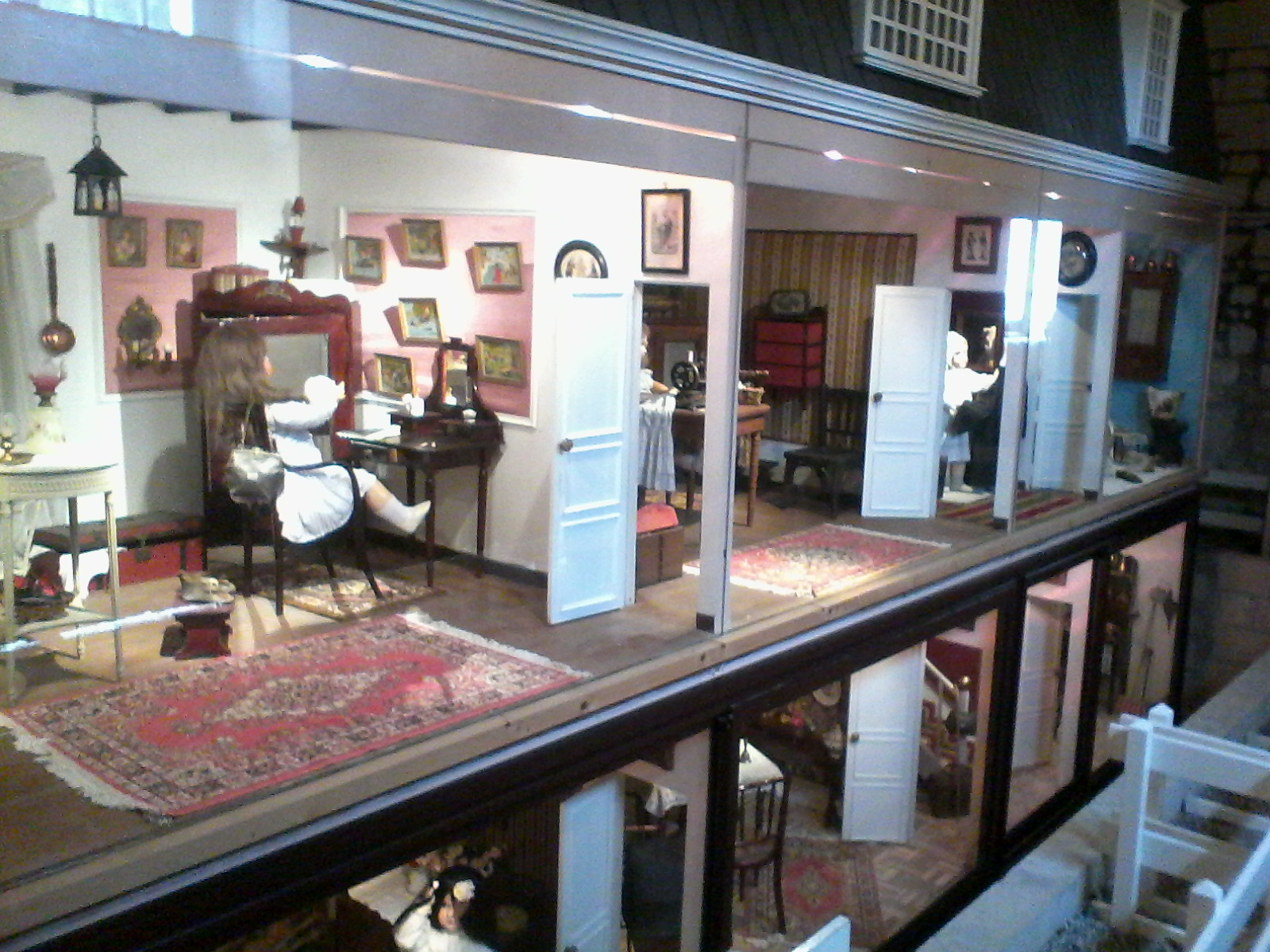
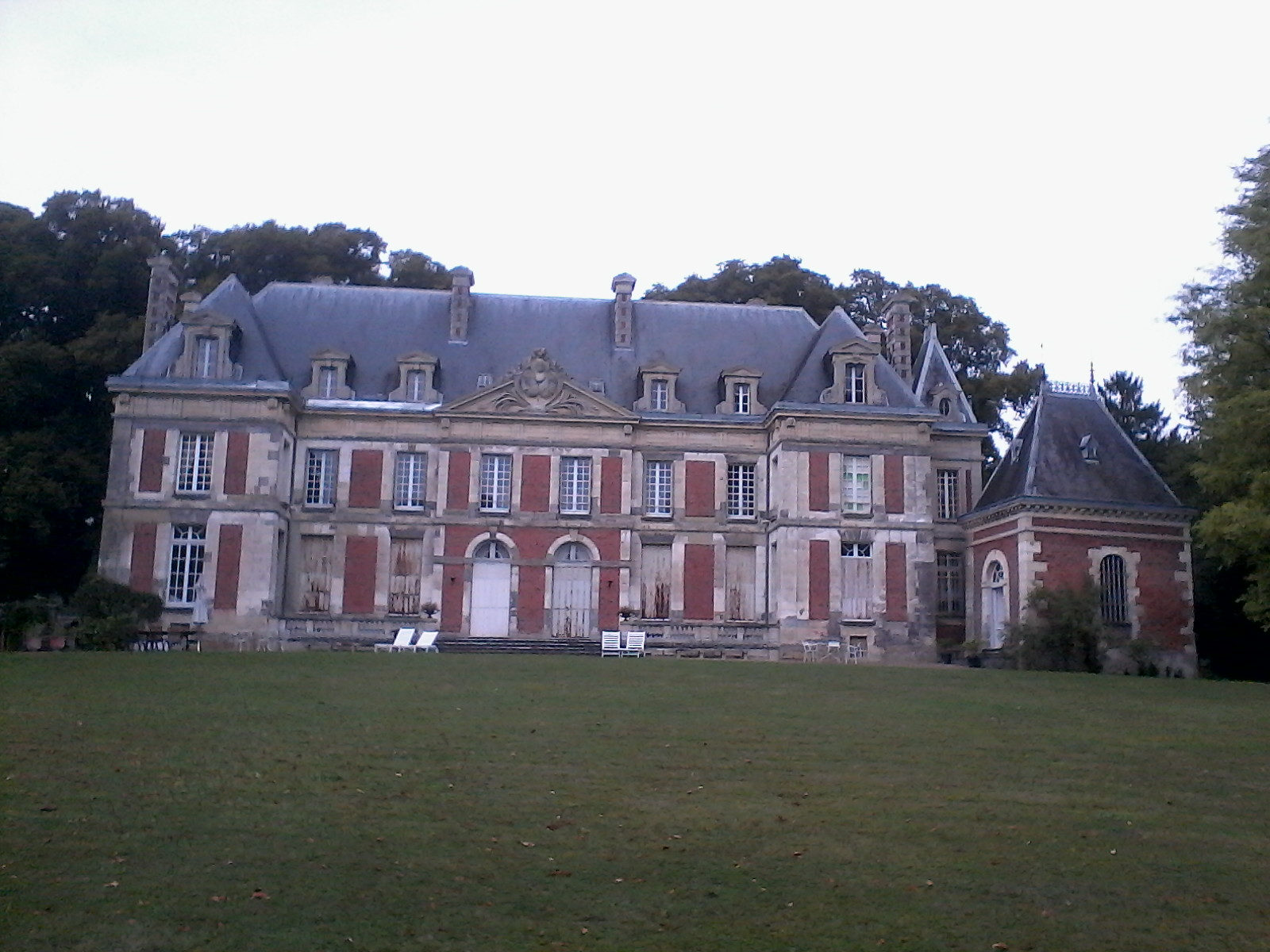
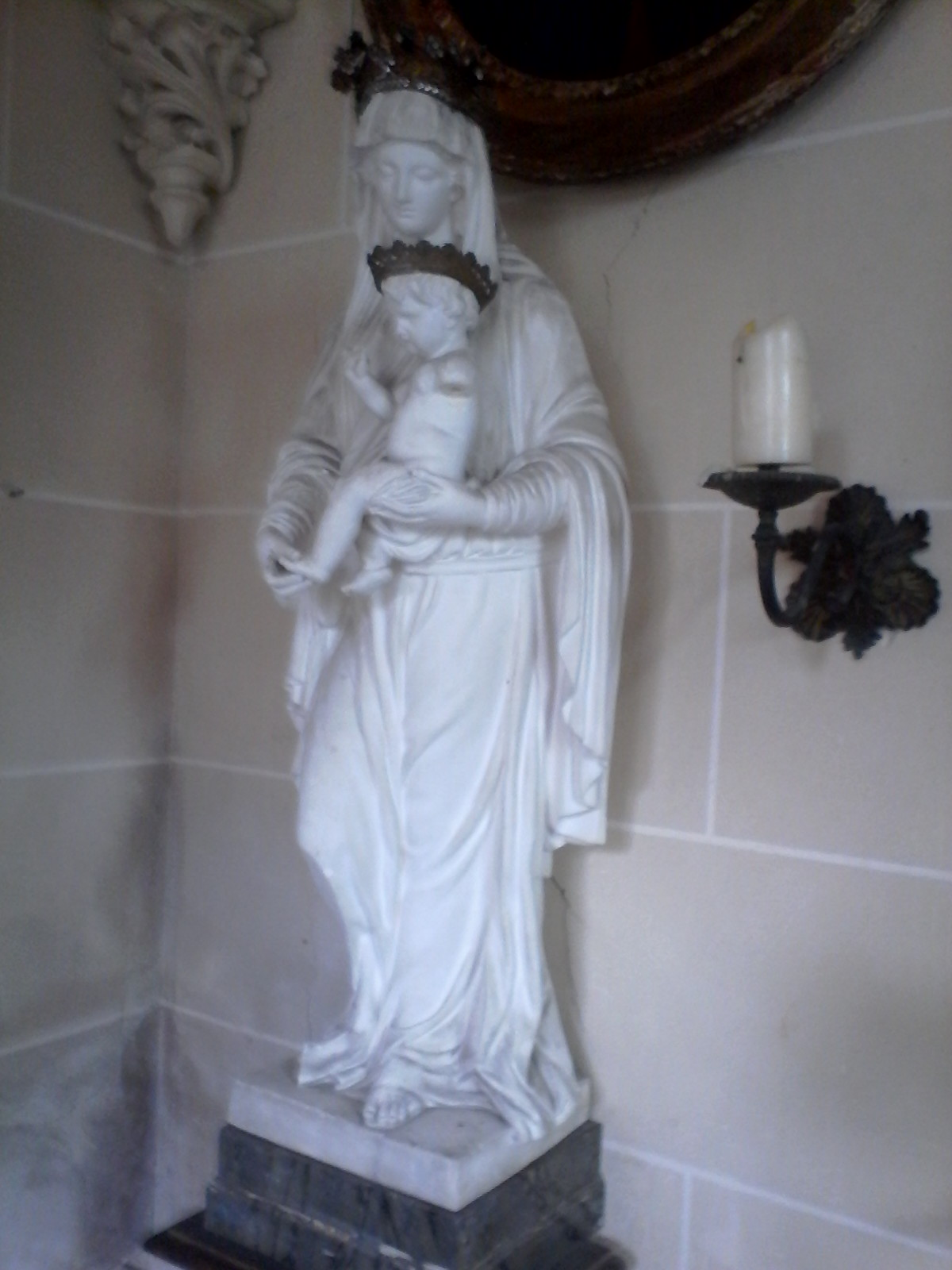
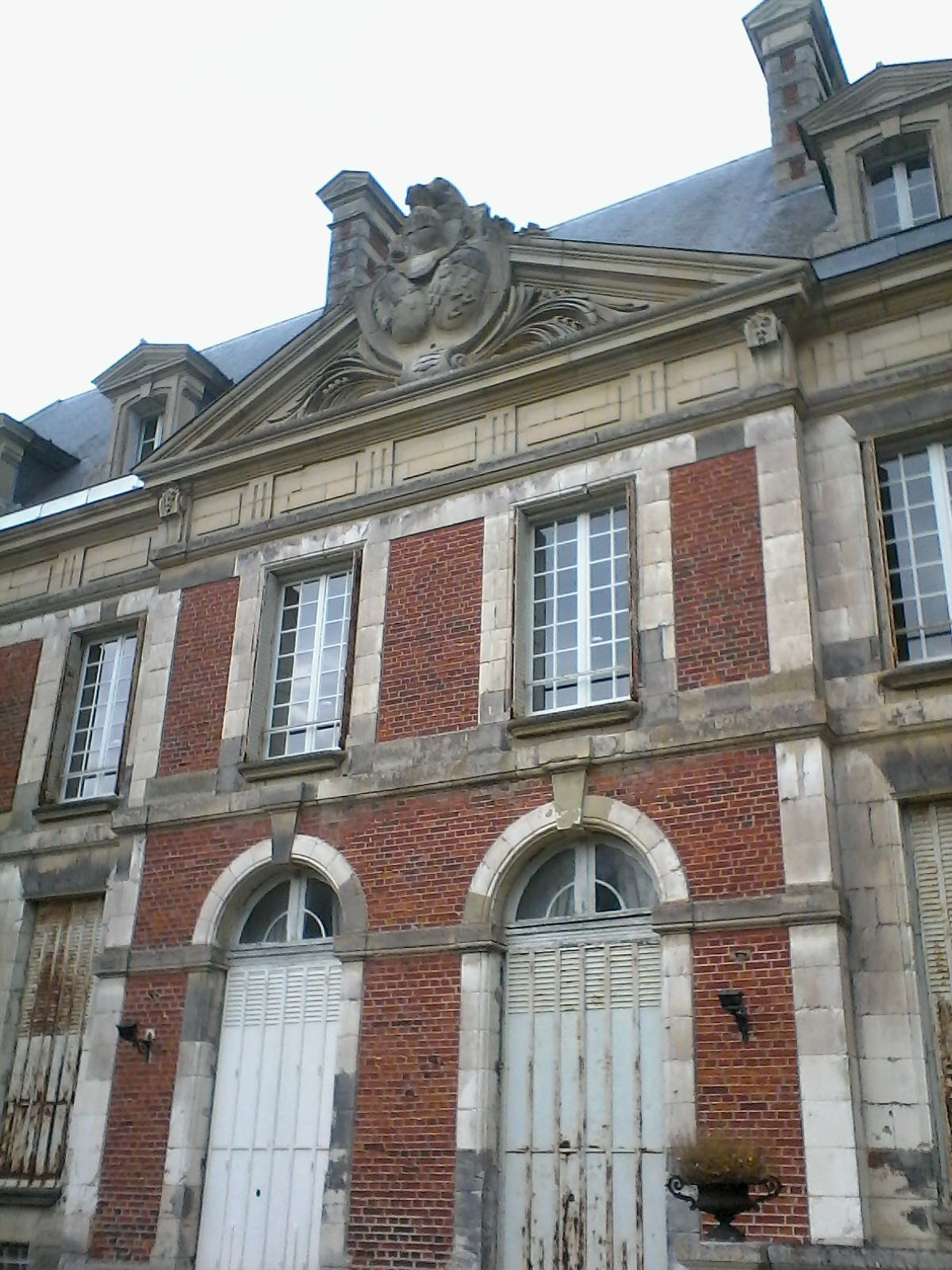
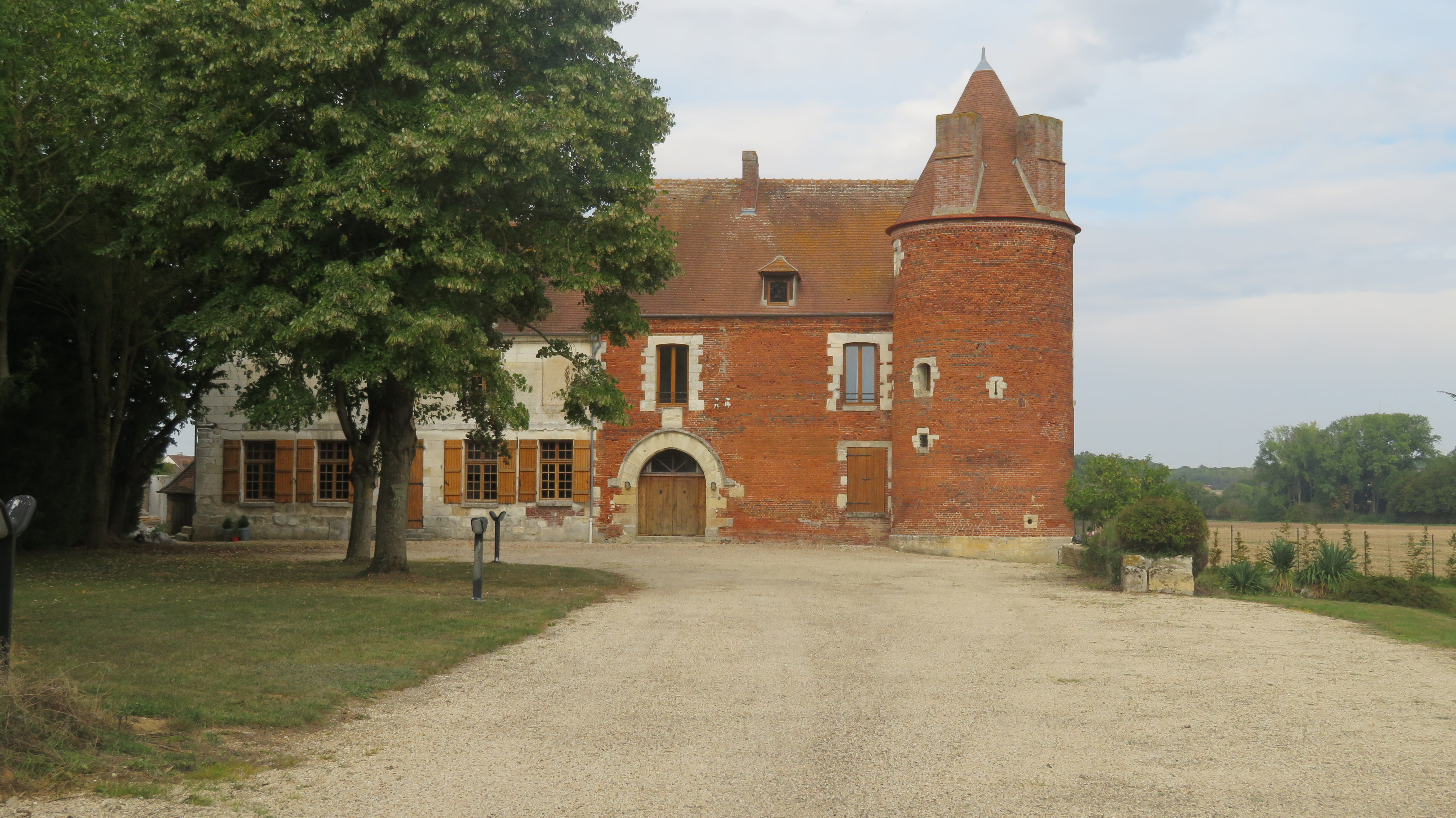
Château dit "de Jeanne-d'Arc".

## Personnalités liées à la commune
- Charles Claude Flahaut de La Billarderie (1730-1810), comte d'Angiviller, directeur et ordonnateur général des bâtiments, jardins, arts, académies et manufactures royales sous Louis XVI, dont il était l'ami personnel, est né à Saint-Remy-en-l'Eau.
- Aude Gogny-Goubert, comédienne.